# Daniel Striped Tiger
Daniel Striped Tiger ist eine Post-Hardcore/Emocore-Band aus dem US-amerikanischen Cambridge (Massachusetts).

## Geschichte
Die Band gründete sich 2003 im US-Bundesstaat Massachusetts.
2005 kam mit Condition das erste und viel beachtete Album der heraus. Davor wurde bereits eine EP und ein Splits veröffentlicht. 2006 folgte ein Split mit der Band Ampere.

## Stil
Der Sound der Band zeichnet sich durch chaotischere Songstrukturen, geschriene und melodisch gesungene Parts, durch extreme Wechsel zwischen laut und leise sowie schnell und langsam aus.
Dabei vermischt die Band typischen Emo-Sound mit Folkrock- und Rock-Einflüssen sowie Jazz-Elementen.
Oft werden Vergleiche mit der früheren D.C. Band Nation of Ulysses gezogen, die ebenfalls stärkere Jazz- und andere Rock-Elemente in ihren Hardcore-Punk- bzw. Emo-Sound integrierten.
Der Sound der Band wird unter anderem bei Punknews.org so beschrieben:

“Daniel Striped Tiger […] playing a unique brand of frenetic, angular post-hardcore, as seemingly seen through a jazz filter.”

Das Album Condition wird das bei smother.net so bewertet:

“The rhythms are frenetic and manic and its just as loud and chaotic as so much DC-based hardcore was back in the day with obvious audible references to such luminaries as Fugazi and Nation of Ulysses.”

## Diskografie
- 2004: The Desert Bird (EP, Eigenvertrieb)
- 2005: Baking In The Sun 2005 Tour (Eigenvertrieb)
- 2005: Condition (Alone Records)
- 2006: Live at Dead Air Studios (Split-Album mit  Ampere, Wasteland und Death To Tyrants, Clean Plate Records)
- 2006: Split-EP mit They and the Children (Shock Value Records)
- 2008: Split-EP mit  Sinaloa (Clean Plate Records)
- 2007: Capital Cities (Clean Plate Records)
- 2010: Split-EP mit Teenage Cool Kids (Clean Plate Records)
- 2011: No Difference (Clean Plate Recordings)